# Descenders
Descenders è un videogioco di ciclismo del 2019 sviluppato da RageSquid e pubblicato da No More Robots per le piattaforme Xbox One, Xbox Series X/S, PlayStation 4, Nintendo Switch, Microsoft Windows, Linux. Ne è anche uscita una versione per dispositivi mobili.

## Modalità di gioco
Descenders è un videogioco di biciclette che mette i giocatori in ambienti diversi. Ogni livello del gioco è generato proceduralmente. In ogni livello, il giocatore percorre un percorso in discesa su un sentiero relativamente sterrato.  Durante le prove, il giocatore ottiene l'opportunità di eseguire acrobazie con la propria bicicletta.  Ogni livello presenta anche una serie di obiettivi casuali da completare, come eseguire un'acrobazia un certo numero di volte o finire una gara entro un certo tempo.  Ogni livello contiene anche punti di controllo che fungono da punti di rigenerazione dopo il salvataggio. Il gioco prende ispirazione dal downhill.
Dopo ogni sessione puoi guadagnare un premio, di cui la rarità può variare. I premi possono essere vestiti, accessori e biciclette. Essi variano a seconda di quanta Reputazione (“Rep”) guadagni in quella specifica sessione.
La bicicletta più rara si chiama “missing matery”.
Le rarità sono: comune; non comune; raro; epico; straordinario; limitato.